# Emy Roeder
Emy Roeder (* 30. Januar 1890 in Würzburg; † 7. Februar 1971 in Mainz) war eine deutsche Bildhauerin und Zeichnerin.

## Biografie
Emy Roeder erhielt ihre künstlerische Ausbildung in Würzburg, München und – als Schülerin des Bildhauers Bernhard Hoetger – 1912 bis 1915 in Darmstadt. Im Anschluss begann sie in Berlin mit der eigenständigen künstlerischen Arbeit. Sie schloss sich verschiedenen avantgardistischen Künstlergruppen an, beispielsweise der „Vereinigung der radikalen bildenden Künstler“. Neben ihr und ihrem Lehrer Hoetger gehörten dieser Gruppe eine ganze Reihe von namhaften Bildhauern jener Zeit an, beispielsweise Rudolf Belling und der Berliner Bildhauer Herbert Garbe.
Am 20. Januar 1919 heiratete sie ihren Bildhauerkollegen Herbert Garbe.
Von 1920 bis 1925 setzte sie ihre Studien im Meisteratelier von Hugo Lederer fort. Gleichzeitig etablierte sie sich in den 1920er Jahren als erfolgreiche Bildhauerin in Berlin. Sie war regelmäßig in wichtigen Ausstellungen vertreten und genoss einen guten Ruf bei der Kritik. Zu den Bekannten des Künstlerehepaares gehörte eine Reihe von berühmten Künstlern jener Zeit, beispielsweise Käthe Kollwitz, Ernst Barlach und Karl Schmidt-Rottluff, mit dem sie eine lebenslange Freundschaft verband.
1933 trat ihr Ehemann Herbert Garbe, zuvor SPD-Mitglied, freiwillig in die NSDAP ein. Sie folgte ihm 1933 nach Rom, wo er für ein Jahr ein Atelier in der Villa Massimo innehatte. Garbe kehrte 1934 allein nach Berlin zurück, während sie 1933 bis 1935 hauptsächlich in Rom, Frankreich und Bayern arbeitete.
1936 erhielt sie ein Stipendium der Villa Romana in Florenz, die in jener Zeit von Hans Purrmann geleitet wurde. Sie lebte und arbeitete dort bis 1937.
1937 wurde ihre Plastik Die Schwangere beschlagnahmt und in der Ausstellung Entartete Kunst in München gezeigt. Der Kopfteil des verlorengeglaubten Werks wurde 2010 in Berlin wiedergefunden. Fünf ihrer Radierungen wurden mit Ausstellungsverbot belegt. Sie lebte und arbeitete, von finanziellen Sorgen geplagt, vorwiegend in Florenz, wo sie ab 1937 Unterkunft bei dem Kunsthistoriker Herbert Siebenhüner und seiner Frau fand. 1944, nach der Befreiung Italiens von der faschistischen Diktatur, wurde sie von den Alliierten in einem Lager interniert.

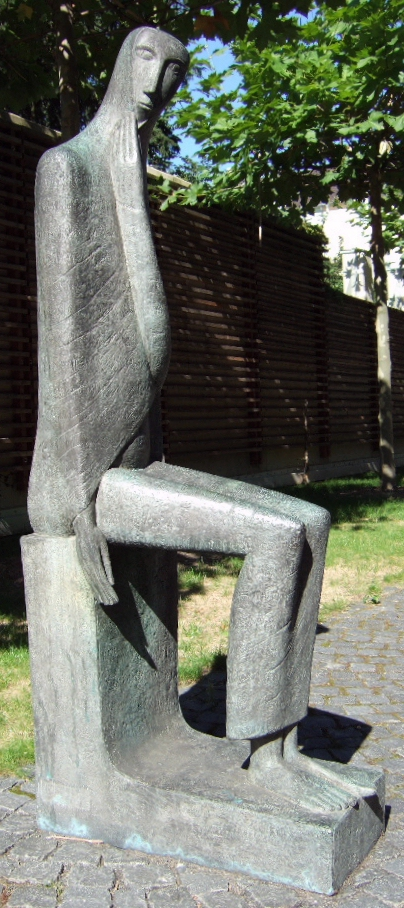
Emy Roeder: Große sitzende Tripolitanerin (1963)

Auf Initiative Purrmanns sowie des Kunsthistorikers Wolfgang Fritz Volbach kam sie aus dem Lager frei. Sie arbeitete zunächst für vier Jahre in Rom. Purrmann, Schmidt-Rottluff und Volbach setzten sich in Deutschland für sie ein und drängten sie, nach Deutschland zurückzukehren. 1950 schließlich erhielt sie von der Stadt Mainz Wohnung und Atelier, verbunden mit einem Lehrauftrag, den sie 1953 wieder aufgab.
Sie trat 1950 der Künstlervereinigung Pfälzische Sezession bei.
Im Jahr 1955 war Emy Roeder Teilnehmerin der documenta 1 in Kassel. Bis zu ihrem Tod 1971 lebte sie, mit Unterbrechungen durch Krankheit und durch Auslandsaufenthalte in Schweden, Italien, Griechenland und Nordafrika, als angesehene, aktive Künstlerin in Mainz. Emy Roeder war seit 1929 Mitglied im Deutschen Künstlerbund.
Emy Roeder wurde in der Gruft ihrer Familie auf dem Hauptfriedhof von Würzburg bestattet. Ihren gesamten Nachlass, bestehend aus zahlreichen eigenen Werken und Werken ihrer Künstlerkollegen Erich Heckel, Otto Herbig, Hans Purrmann und Karl Schmidt-Rottluff, vermachte sie der Stadt Würzburg.

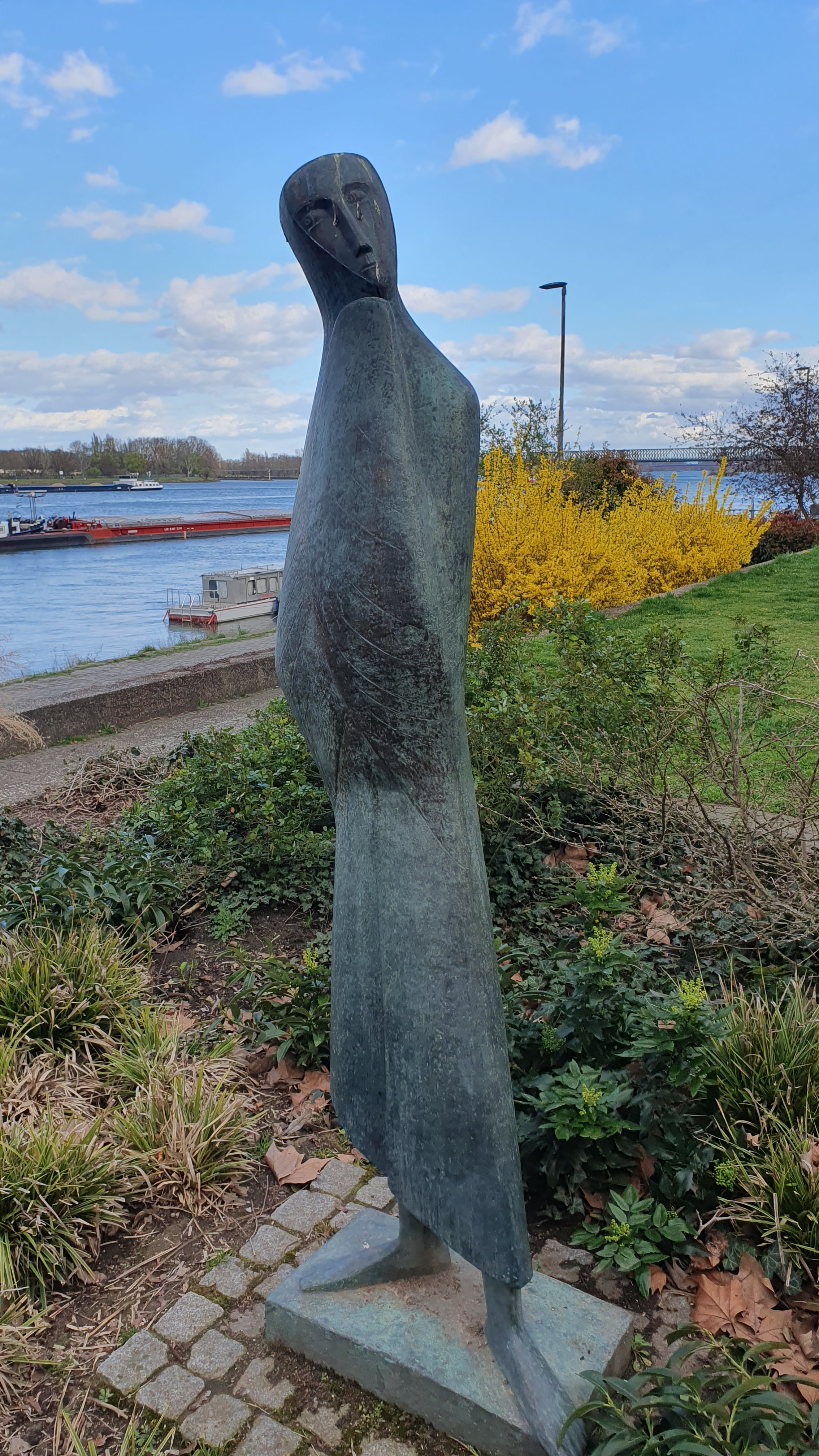
Tripolitanerin (1961), von Emy Roeder

## Werk
Emy Roeder zählt zu den führenden Künstlern des bildhauerischen Expressionismus. Charakteristisch sind ihre ausdrucksvollen, meist recht ernsten Porträts, insbesondere von Frauen und Müttern. Neben diesen verinnerlichten Bildnissen gibt es von ihr jedoch aus den 1920er Jahren auch Zeugnisse eines bewegten, extrovertierten Expressionismus – im Stil etwa vergleichbar einigen zeitgenössischen Arbeiten von Ernst Barlach. In ihrer Frühphase fertigte sie auch Skulpturen aus Holz an, während sie später ausschließlich in Bronze arbeitete.
Intensiv befasste sie sich mit der Aktdarstellung in Relief und Vollplastik, besonders mit dem Bild des heranwachsenden Menschen. Tierdarstellungen bilden einen weiteren Schwerpunkt ihrer Arbeit.
Von den Künstlerkollegen Hans Purrmann, Karl Schmidt-Rottluff und Gustav Seitz schuf sie Porträtbüsten.
Emy Roeder war auch Medailleurin und schuf für die Landesregierung Rheinland-Pfalz die Peter-Cornelius-Plakette, die seit 1951 für Verdienste um die Musik verliehen wird.

## Ehrungen
- 1920: Preis der Preußischen Akademie der Künste, für die Terracotta-Figur Die Schwangere.
- 1929: Preis der Stadt Köln für Bildhauerei, gemeinsam mit Hermann Blumenthal
- 1936: Villa-Romana-Preis
- 1955: Cornelius-Preis der Stadt Düsseldorf
- 1960: Großes Bundesverdienstkreuz
- 1962: Großer Kunstpreis der Stadt Mainz und Ehrenbürgerin der Johannes Gutenberg-Universität Mainz
- 1963: Professorentitel im Auftrag des Kultusministers von Nordrhein-Westfalen
- 1966: Großer Kulturpreis der Stadt Würzburg für ihr Lebenswerk
- 1970: Ehrenring der Stadt Würzburg

Nach ihr sind Straßen u. a. in Mainz, Mannheim und Würzburg benannt.

## Ausstellungen
Vor dem Zweiten Weltkrieg war Emy Roeder auf den DKB-Jahresausstellungen in Dresden (1927), Hannover (1928), Köln (1929), Stuttgart (1930) und Königsberg/Danzig (1932) vertreten. Ihre Teilnahme an der letzten Ausstellung 1936 mit Alte Frau (1930/31, zerstört) in Hamburg ist belegt, eine weitere Bronzeplastik (Rückblickende Sitzende, 1933 ?) konnte bislang nicht genau identifiziert werden.
Emy Roeder wurde erneut Mitglied im Deutschen Künstlerbund 1950 und nahm an der ersten Ausstellung 1951 in Berlin mit den Bronzeplastiken Bildnis Hans Purrmann (1950), Die Blinde (1927) und Römische Bergziegen (1948) teil.
- Ausstellung zum 70. Geburtstag. [Kunstverein in Hamburg 22.4.–22.5.1960].
- 5. November 2000 – 11. Februar 2001, Stadtmuseum Hofheim am Taunus, Drei Bildhauerinnen. Emy Roeder, Louise Stomps, Wanda Pratschke[5]
- Von 13. November 2004 bis 6. Februar 2005[6] fand im Museum im Kulturspeicher in Würzburg die umfassende Sonderausstellung Auf der Suche nach Ausdruck und Form. Emy Roeder und die Plastik ihrer Zeit statt.
- Im November 2010 zeigte das Neue Museum in seiner Ausstellung über den Berliner Skulpturenfund das verloren geglaubte Werk „Schwangere“ von Emy Roeder, das bei U-Bahn-Bauarbeiten im Bombenschutt entdeckt wurde. Als diese Ausstellung im April und Mai 2013 im Würzburger Kulturspeicher gezeigt wurde, waren das wiedergefundene Keramik-Original und die von Emy Roeder später danach gearbeitete hölzerne Fassung aus dem Bestand des Kulturspeichers nebeneinander zu sehen.[7]
- Ab September 2013 zeigte die Gemeinschaftsausstellung Künstlerin sein! im Museum Giersch in Frankfurt am Main einige ihrer Werke zusammen mit solchen von Ottilie Roederstein und Maria von Heider-Schweinitz.
- Von 1. Dezember 2018 bis 10. März 2019 Ausstellung Emy Roeder. Das Kosmische allen Seins im Museum im Kulturspeicher Würzburg.[8]
- Vom 12. Oktober 2019 bis 12. Januar 2020 übernahm das Berliner Georg Kolbe Museum die Würzburger Ausstellung Emy Roeder. Das Kosmische allen Seins.[9]
- Vom 30. September 2023 bis 1. April Ausstellung Freundespaare der Moderne. Karl Schmidt-Rottluff, Emy Roeder, Hans Purrmann im Museum Purrmann-Haus Speyer.